# Lonchophylla
Lonchophylla és un gènere de ratpenats fil·lostòmids que viuen a Centreamèrica i Sud-amèrica (excepte a Xile i l'Argentina).

## Taxonomia
- Ratpenat llengut de Bokermann (L. bokermanni)
- L. chocoana
- L. concava
- Ratpenat llengut de Dekeyser (L. dekeyseri)
- L. fornicata
- Ratpenat llengut de Handley (L. handleyi)
- Ratpenat llengut equatorià (L. hesperia)
- L. inexpectata
- Ratpenat llengut brasiler (L. mordax)
- L. orcesi
- L. orienticollina
- L. peracchii
- Ratpenat llengut panameny (L. robusta)